# Fouches
Fouches (Luxemburgs: Affen, Duits Offen) is een plaats in de Belgische gemeente Aarlen in de provincie Luxemburg. Voor de gemeentelijke herindeling van 1977 vormde Fouches één gemeente met Hachy, dat nu in de gemeente Habay ligt en Sampont, dat ook bij Aarlen kwam.

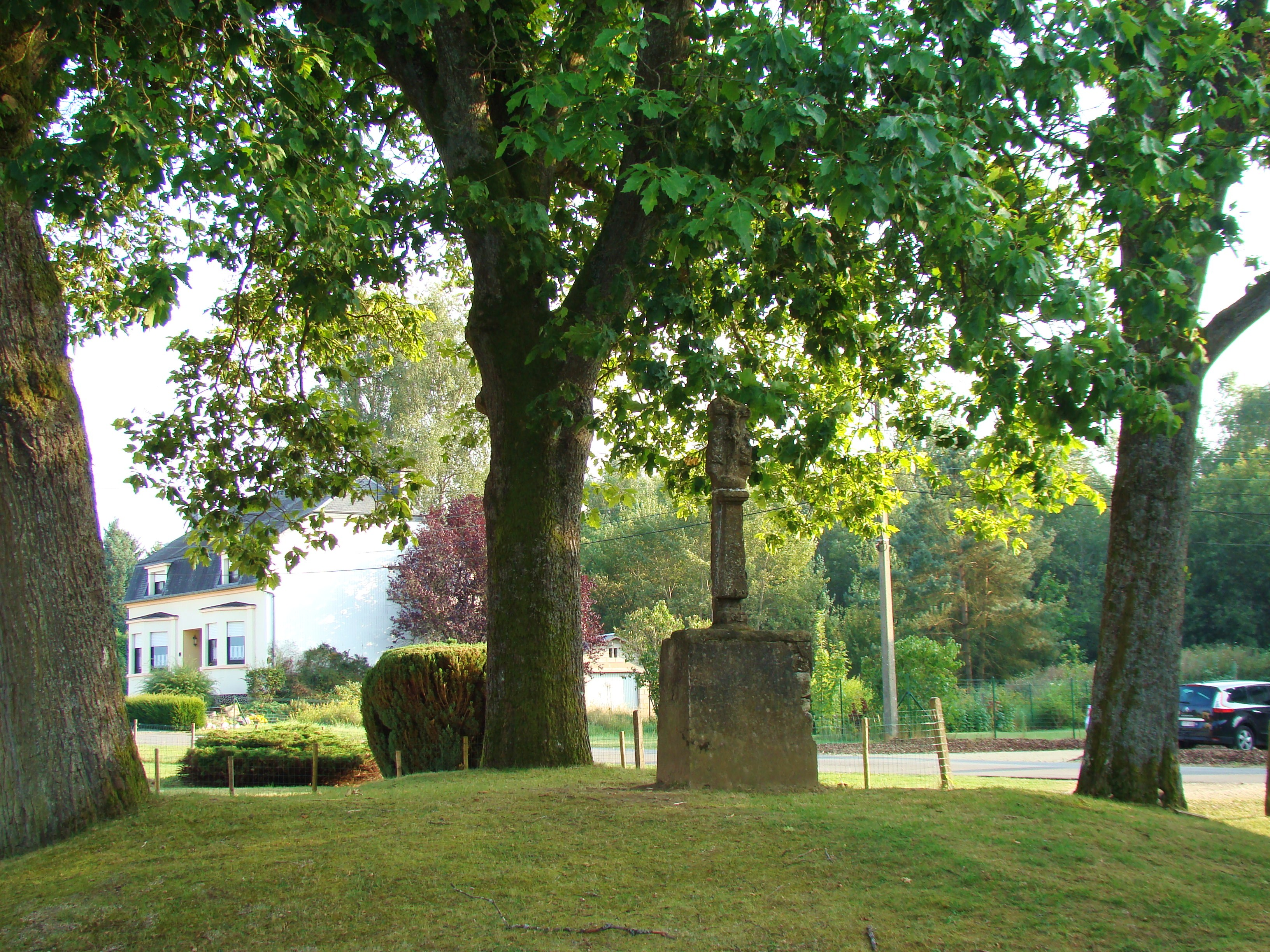
Calvaire bij de eiken, geplant ter ere van het 100-jarig bestaan van België

Deelgemeenten: Aarlen · Autelbas-Barnich · Bonnert · Guirsch · Heinsch · Toernich

Overige kernen: Autelhaut · Barnich · Clairefontaine · Fouches · Frassem · Freylange · Heckbous · Rosenberg · Sampont · Schoppach · Sesselich · Seymerich · Stehnen · Sterpenich · Stockem · Udange · Viville · Waltzing · Weyler · Wolberg

Belgische gemeenten · Arrondissement Aarlen · Luxemburg · Wallonië